# Брдо-Утинсько
45°21′ пн. ш. 15°46′ сх. д. / 45.35° пн. ш. 15.76° сх. д.
Брдо-Утинсько (хорв. Brdo Utinjsko) — населений пункт у Хорватії, у Карловацькій жупанії у складі громади Войнич.

## Населення
Населення за даними перепису 2011 року становило 73 осіб.
Динаміка чисельності населення поселення: